# Еллердорф
Еллердорф (нім. Ellerdorf) — громада в Німеччині, розташована в землі Шлезвіг-Гольштейн. Входить до складу району Рендсбург-Екернферде. Складова частина об'єднання громад Норторфер-Ланд.
Площа — 10,2 км2. Населення становить 474 ос. (станом на 31 грудня 2020).